# Eurya impressinervis
Eurya impressinervis är en tvåhjärtbladig växtart som beskrevs av Clarence Emmeren Kobuski. Eurya impressinervis ingår i släktet Eurya och familjen Pentaphylacaceae. Inga underarter finns listade i Catalogue of Life.